# Облив
Облив —поселок в Новоузенском районе Саратовской области в составе сельского поселения Дмитриевское муниципальное образование. 

## География
Находится на расстоянии примерно 19 километров по прямой на северо-запад от районного центра города Новоузенск.

## История
Официальная дата основания 1927 год.  

## Население
Постоянное население составило 128 человек (31% казахи, 60% русские) в 2002 году, 131 в 2010.